# Huaycán
Huaycán és una ciutat de Lima, Perú, situada al districte d'Ate, a uns 16,5 quilòmetres a l'est de Lima. Té una població de més de 160.000 habitants. Huaycán també és un jaciment arqueològic notable.

## Llocs d'interès
- Zona Arqueològica Monumental Huaycán de Pariachi,[4][5][6][7] centre arqueològic prehispànic, conserva mostres i riqueses de l'expressivitat constructiva dels antics peruans. La seva entrada es troba en una de les corbes de l’avinguda Los Incas que limita amb el barri del Descanso des de 1972. El 10 d’octubre del 2000 va ser declarada Patrimoni Cultural de la Nació, cosa que reforça la intangibilitat de les zones, el seu veritable nom és Huaycán de Pariachi Complex Monumental Arqueològic.

- La catedral de San Andrés de Huaycán, fundada als anys noranta, es troba a l’actual Centre Cívic d’Huaycán, és la màxima representació del catolicisme al con oriental i la seu titular del bisbe de la diòcesi de Chosica.

- Hospital de Huaycán, primer va ser un lloc sanitari que es va crear el setembre de 1984, després el 31 de juliol de 2003 per Resolució Ministerial núm.

- El Parc Industrial de Huaycán, fundat el 1998, es troba a la banda esquerra del rierol que ve de la carretera central per l’avinguda Andrés Avelino Cáceres, concentra el desenvolupament productiu de cinc grans sectors econòmics, la mecànica del metall, la fusta, el tèxtil, el calçat i l’artesania.

## Galeria

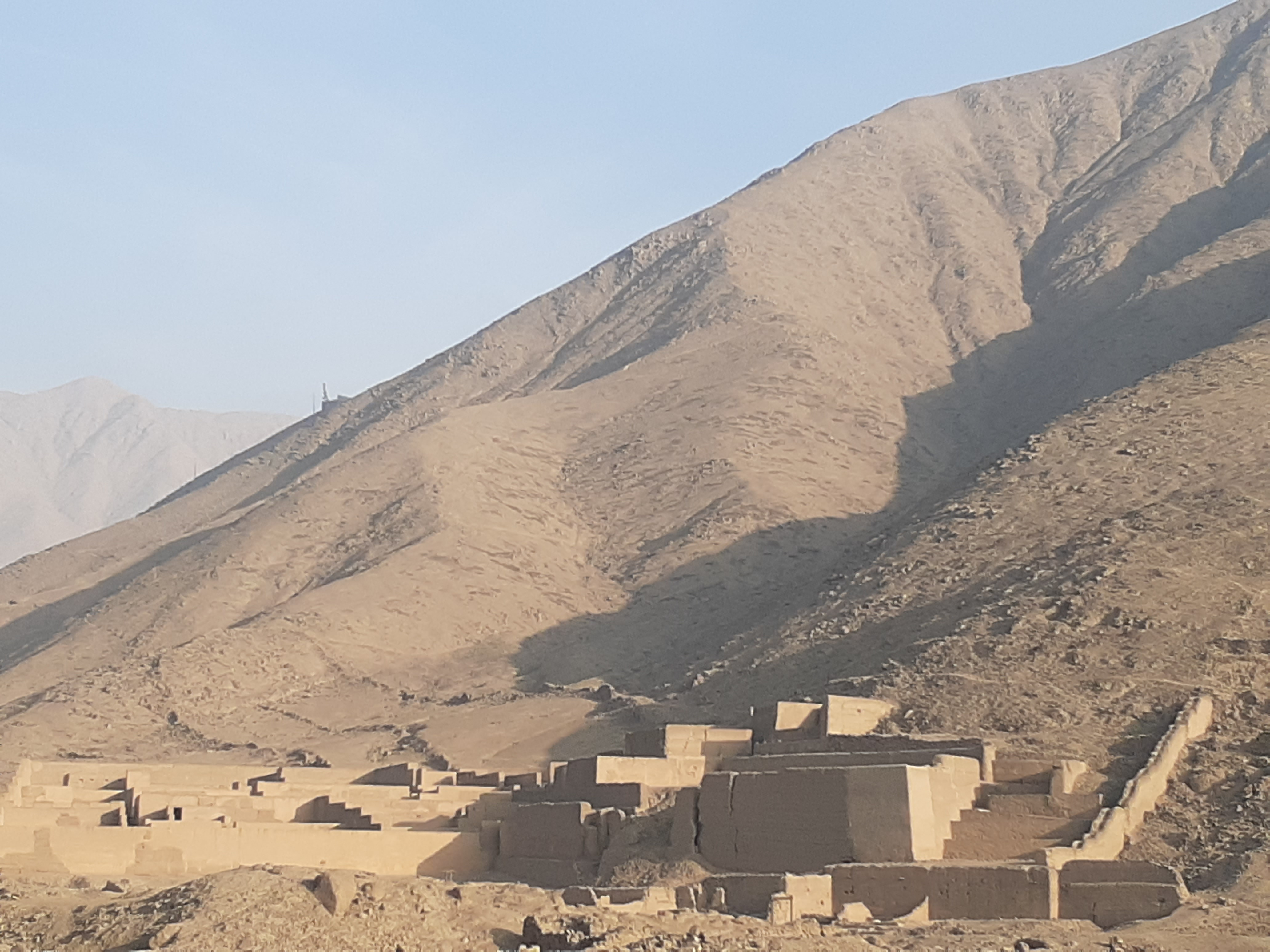
Jaciment arqueològic de Huaycán de Pariachi
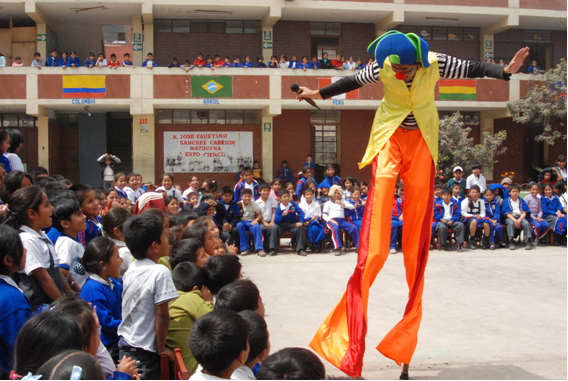
Campanya a les escoles de Huaycán
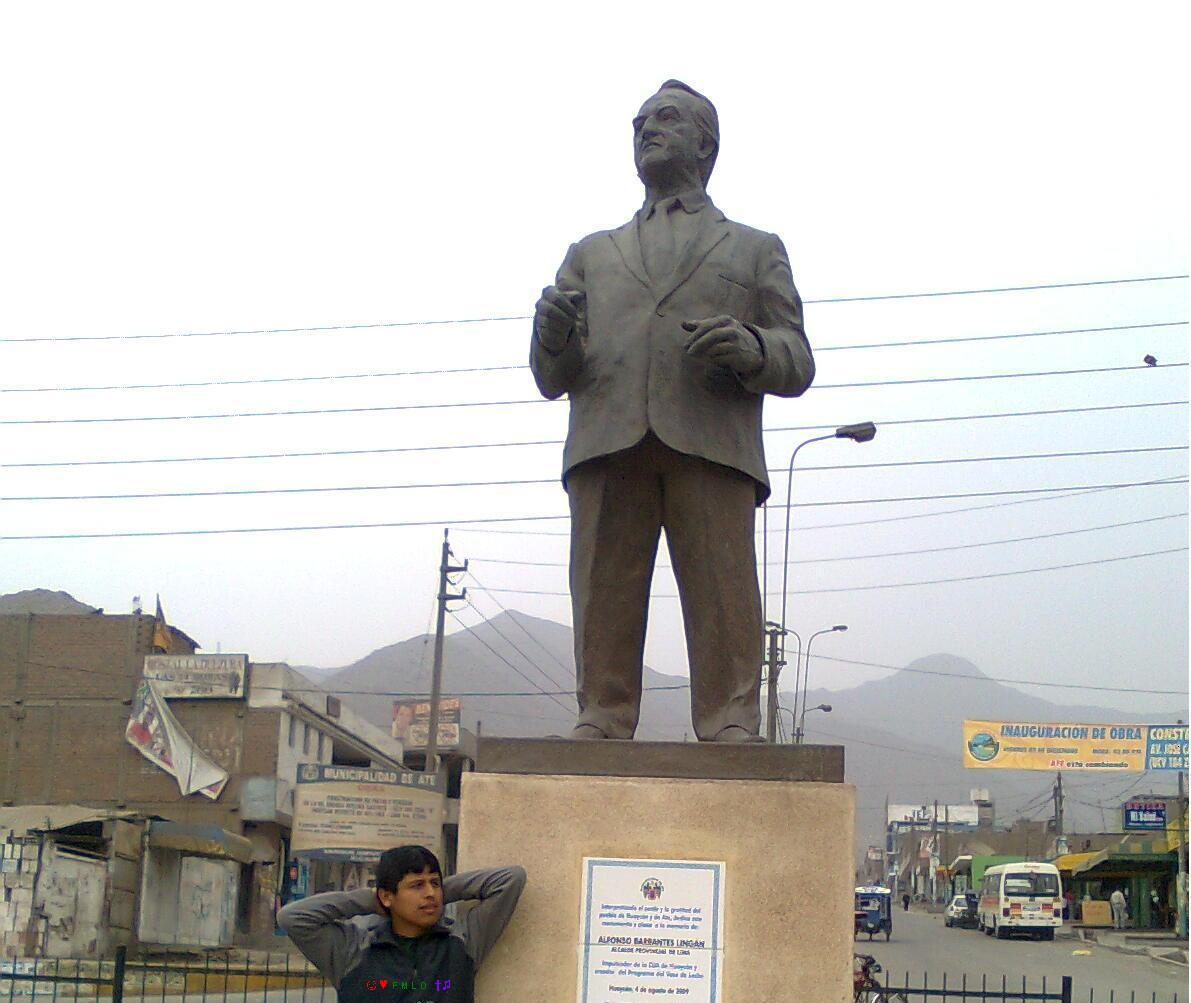
Monument a l'exalcalde Alfonso Barrantes